# Sangha (Mali)
Sangha (andere Schreibweise Sanga) ist eine Gemeinde im Kreis Bandiagara der Region Mopti in Mali und gilt als das kulturelle Zentrum der Dogon an den Felsen von Bandiagara.
Der Ort liegt etwa 725 Straßenkilometer von Bamako entfernt in 518 m Höhe auf dem Plateau von Bandiagara und umfasst 56 Dörfer. Das administrative Zentrum ist Sangha Ogol Leye. Die Bevölkerung besteht mehrheitlich aus Dogon. Der französische Ethnologe Marcel Griaule hat mehrere Jahre hier gelebt, um das Volk der Dogon zu studieren.
Das Ortsbild ist geprägt durch Lehmbauten der sudanesisch-sahelischen Architektur in Mali. Typisch sind die als Toguna bezeichneten seitlich offenen Palaverhütten der Dogon mit sehr niedrigem Dach.
Am 10. Juni 2019 starben bei einem nächtlichen Terrorangriff auf das zu Sangha gehörende 300-Einwohner-Dorf Sobame Da (auch Sobane-Kou genannt) mindestens 95 Menschen.

## Klima
Sangha liegt in der semiariden Klimazone des Sahel mit zwei Jahreszeiten: Die Trockenzeit zwischen November und Mai und die Regenzeit zwischen Juni und Oktober. Die jährliche Niederschlagsmenge schwankt zwischen 400 und 500 mm und verteilt sich auf nur rund 30 Tage im Sommer.

## Wirtschaft
Die Landwirtschaft ist der dominierende Wirtschaftsfaktor in Sangha. Charakteristisch für die Gegend ist der Anbau von Zwiebeln und Hirse. Die Viehzucht betrifft Schafe, Ziegen und Esel. 
Eine weitere wichtige Einnahmequelle der Bevölkerung ist der Tourismus, da Sangha das touristische Zentrum für Ausflüge in das Dogon-Land ist. Als Folge der Konflikte in Nordmali und der damit verbundenen Reisewarnungen sind die Besucherzahlen jedoch stark zurückgegangen.

## Bilder

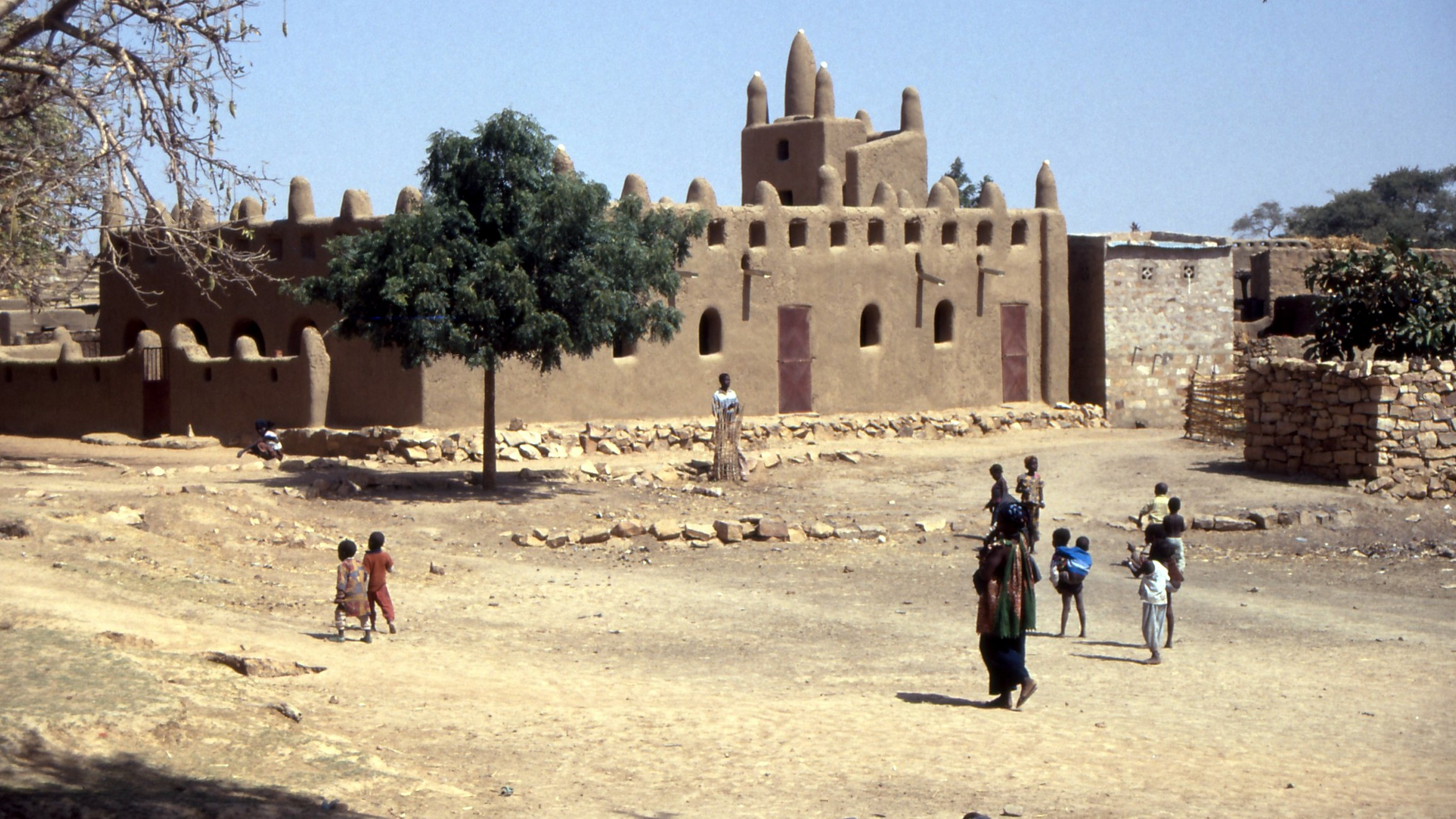
Die Moschee von Sangha
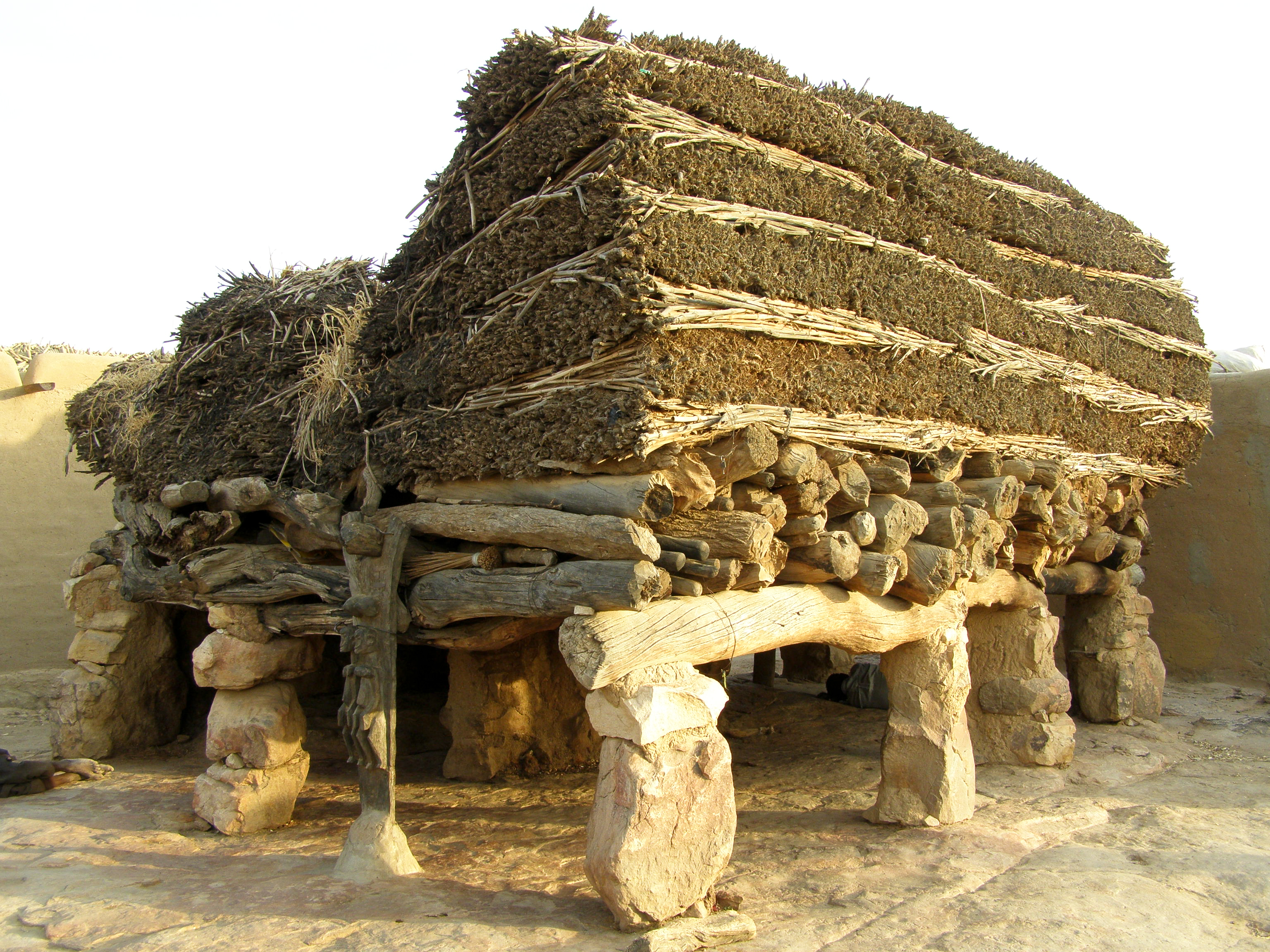
Eine Toguna in Sangha.
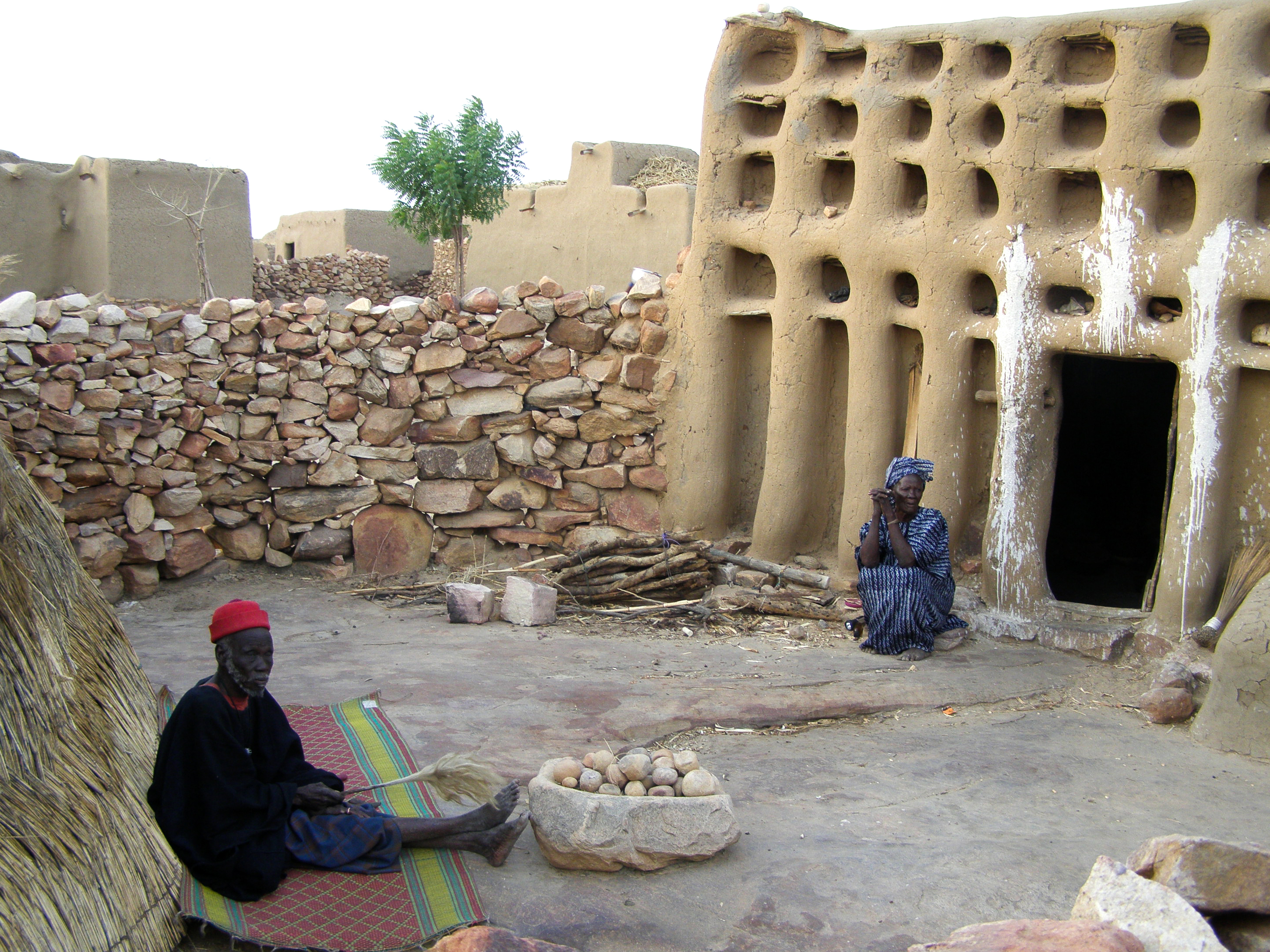
Der Hogon von Sangha vor seinem Haus.
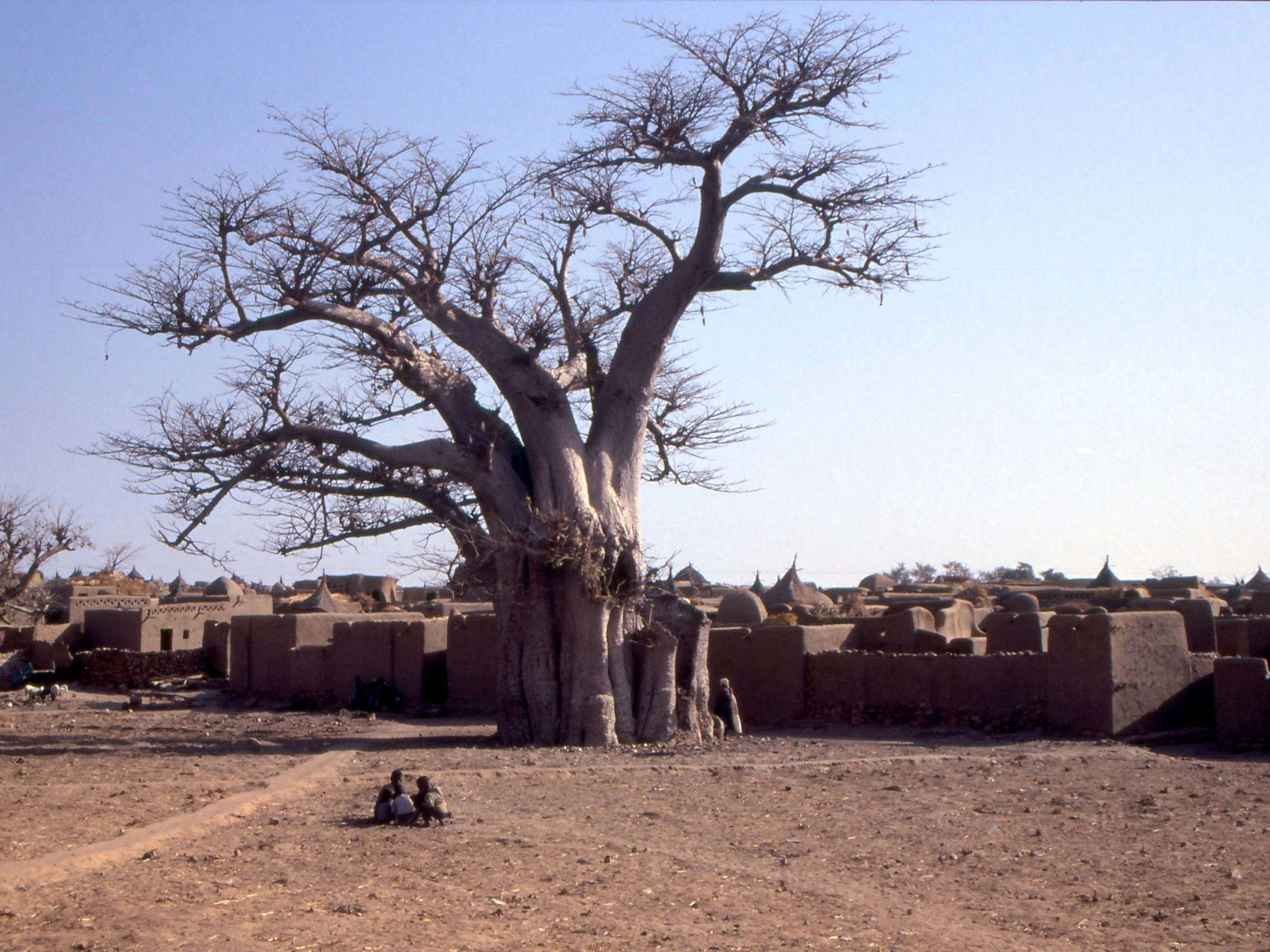
Alter Baobab in Sangha.